# 拉科夫斯基市鎮
拉科夫斯基市，是保加利亞的城鎮，位於該國中部，由普羅夫迪夫州負責管轄，首府設於拉科夫斯基，面積263.96平方公里，人口26,916，人口密度每平方公里101.97人。
42°18′00″N 24°58′00″E / 42.3000°N 24.9667°E